# Sydafrikas damlandslag i ishockey
Sydafrikas damlandslag i ishockey (engelska: South Africa women's national ice hockey team) representerar Sydafrika i ishockey för damer.

## Historik
I mars 1999 spelade Sydafrika sina första damlandskamper i ishockey, i Székesfehérvár i Ungern vid kvalspelet till VM:s Division I, och i första matchen åkte man på stryk med 0-6 mot Ungern. Sydafrikas damer var rankade på 28:e plats i världen efter OS 2006.

### Fotnoter
1. ↑  ”Championnats du Monde féminins 1999” (på franska). Hockeyarchives. mars 1999. http://www.passionhockey.com/hockeyarchives/mondefem1999.htm. Läst 7 februari 2009.